# خالد الدوسری (بازیکن فوتبال)
خالد الدوسری (انگلیسی: Khaled Al-Dossari؛ زادهٔ ۲۳ مهٔ ۱۹۸۶) یک ورزشکار اهل عربستان سعودی است.
از باشگاه‌هایی که در آن بازی کرده‌است می‌توان به باشگاه فوتبال هجر عربستان سعودی، باشگاه فوتبال الفتح عربستان سعودی، و باشگاه فوتبال هجر عربستان سعودی اشاره کرد.